# 12567 Herreweghe
12567 Herreweghe eller 1998 SU71 är en asteroid i huvudbältet som upptäcktes den 21 september 1998 av den belgiske astronomen Eric W. Elst vid La Silla-observatoriet. Den är uppkallad efter dirigenten Philippe Herreweghe.
Den tillhör asteroidgruppen Themis.